# Maurizio Berlincioni
Maurizio Berlincioni (Florencia, 29 de noviembre de 1943) es un fotógrafo italiano. 
Estudió Ciencias Económicas y Políticas en la Universidad de Florencia. Tras trabajar en el mundo de la fotografía como free lance, en 1977 abrió su estudio en su ciudad natal. Sus intereses como fotógrafo han sido muy variados: ha realizado numerosos viajes por Europa y Estados Unidos para hacer fotos, ha colaborado con directores teatrales y cinematográficos (como Bigas Luna o Ettore Scola), ha participado en importantes exposiciones artísticas (como en la XLVI Bienal de Venecia de 1995) y ha realizado numerosos reportajes sobre Florencia (en Wenzhou-Firenze, por ejemplo, se centra en la comunidad china de la ciudad).
Aparte de su labor profesional como fotógrafo, también ha sido profesor en las Academias de Bellas Artes de Carrara, Florencia y Bolonia.

## Publicaciones
Berlincioni ha publicado su fotografías en numerosos libros: 
- Giant Super & Vicinity. Santa Clara. University De Saisset Art Gallery And Museum, 1984.
- Caro Arno. Regione Toscana-Giunta regionale, 1986.
- Fotocoppie. Edizioni Vera Biondi, 1982.
- La fortezza spagnola. Regione Toscana-Giunta regionale, 1988
- Un Parco Produttivo: lavori in corso. Comunità Montana Mugello, Alto Mugello, Val di Sieve, 1995.
- Pietrasanta Arte e Lavoro. SEA Carrara, 1996.
- Wenzhou-Firenze: identità, imprese e modalità di insediamento dei cinesi in Toscana. Angelo Pontecorboli, 1995.